# I dettagli
I dettagli (Detaljerna in svedese) è un romanzo pubblicato nel 2022 dalla scrittrice e giornalista svedese Ia Genberg.

## Trama
Una donna della quale non si conosce il nome è costretta a restare a letto in preda ad una febbre alta. Si trova in uno stato di oziosa dissoluzione in cui vede il tempo appiattirsi in una specie di eternità e la situazione la porta a cercare un libro letto tempo prima e, aprendone le pagine,  vi trova la dedica che le richiama alla mente un suo passato amore. Questa è la molla che la riporta indietro nel tempo e così ripercorre i ricordi di Johanna, Niki, Alejandro e Birgitte. Ad ognuna di queste persone fondamentali per la sua vita dedica un capitolo del libro. Johanna è una sua ex fidanzata divenuta in seguito una notissima conduttrice televisiva. Descrivendo la Stoccolma della fine del XX secolo, tra feste e progetti abbandonati, tra letture condivise e tentativi di scrittura Johanna sembrava destinata a non lasciarla mai perché, come pensava, lei non lasciava mai niente a metà. Niki è stata l'amica di un periodo particolare, capace di accentrare attenzioni, di entusiasmi e chiusure improvvise, una ragazza capace di passare in un istante dall'amore assoluto all'odio assoluto. Alejandro è l'unico uomo al quale dedica i suoi ricordi e che viene descritto come un temporale scoppiato nel momento giusto, in una fase della sua vita nella quale era alla ricerca di qualcosa. Anche con Alejandro l'amore finirà lasciando tuttavia una sua duratura memoria. E Birgitte, alla quale la lega un legame indissolubile, svela lentamente il suo doloroso segreto che ci porta alla sua infanzia e che la condizionerà per tutta la sua esistenza. Birgitte si rivelerà alla fine il centro del dolore e della sua rievocazione, colei che ha avuto accanto per tutta la vita. La protagonista ripercorre i suoi anni passati e arriva alla conclusione che le persone che ci sono state care non scomapiono mai dalla nostra esistenza, neppure dopo la loro morte.

## Critica
In un'intervista l'autrice racconta come è nato il suo romanzo e come vi si inseriscono i quattro ritratti spiegando che intendeva evitare il pregiudizio di mettere ogni persona in una casella preordinata della nostra classificazione personale.
Il libro è stato un caso letterario nel mondo nordico, vincitore del Premio August 2022 vendendo più di 100.000 copie in Svezia. Il romanzo supera i confini tra il passato e il presente, tra la persona che narra e l'altro. Si arriva con naturalezza alla rievocazione delle figure fondamentali della sua vita poi perdute. Una delle tesi sottintese del romanzo è che il cosiddetto io, non sia altro che ciò che resta delle persone a cui ci siamo stretti. Il racconto è preciso, delicato, intriso di nostalgia e pieno di interrogativi sulle relazioni e su come tendiamo a raccontare la nostra vita. A volte restano solo dettagli di quello che è stato, come la dedica scritta in un libro, un semplice gesto, un motivo musicale.
La nostalgia indotta dalla narrazione è una delle preoccupazioni principali dell'autrice svedese, che è anche il suo primo ad essere tradotto in inglese. Vi sono quattro capitoli e l'intero romanzo è incentrato su quatto relazioni fondamentali e perdute nel tempo. Dell'autrice si sa poco o nulla della vita presente, a parte che soffre di una febbre alta che la porta a ritrovare una copia della Trilogia di New York di Paul Auster con la dedica della ex fidanzata Johanna. Anni dopo, a complicare la lettura dei rapporti e come sono stati vissuti, Johanna rilascerà un'intervista nella quale dirà "Non mi è mai piaciuto Auster". Anche nella parte del libro che parla di Niki i riferimenti letterari sono presenti. Nel loro appartamento mantenuto nel caos solo i libri avevano un ruolo speciale, e tra questi in particolare The Marsh King’s Daughter di Birgitta Trotzig sarà poi tutto ciò che resterà dopo la fine della loro amicizia. L'autrice narrante intende recuperare una parte passata di se stessa che va oltre l'essere madre, amante o amica e i libri diventano così essenziali per condurre ogni riflessione.  cruciali per la sua indagine perché non possono definire il lettore come fa un bambino, un marito o una fidanzata. Talvolta la narrazione rimane volutamente incompiuta e lascia il lettore affamato e affascinato, come in un romanzo a cui manca la scena finale. Anche la febbre reale diventa letterale, e l'inizio del libro conduce come fa la febbre verso l'introspezione. Nel 2013 Die Tageszeitung e Deutschlandfunk Kultur hanno recensito il libro descrivendolo come stimolante per le importanti domande sollevate, su come le persone conosciute nel passato modellino le nostre vite anche se non ne fanno più parte. La prosa viene definita concisa ma dettagliata, e l'autrice riesce ad entrare nel vivo della complessità dei rapporti umani.

## Riconoscimenti
- Premio August 2022. Il più alto riconoscimento per la letteratura svedese per un libro che ha venduto più di 100.000 copie nella sola Svezia.[6]
- International Booker Prize, Shortlist 2024.

## Edizione originale
- (SV) Ia Genberg, Detaljerna: roman, Stockholm, Weyler, 2022, OCLC 1424525501.

## Edizione italiana
- Ia Genberg, I dettagli, traduzione di Alessandra Scali, Milano, Iperborea, 2024, ISBN 9788870916805, OCLC 1425867786.

## Edizioni in altre lingue
- (EN) Ia Genberg, The Details, Headline, 2024, OCLC 1401938367.
- (FR) Ia Genberg, Les détails, traduzione di Anna Postel, Marseille, Le Bruit du monde, 2023, OCLC 1432336245.
- (NL) Ia Genberg, De details, traduzione di Janny Middelbeek-Oortgiesen, Amsterdam, De Bezige Bij, 2023, OCLC 1372585384.
- (DE) Ia Genberg, Die Details - Roman, traduzione di Stefan Pluschkat, Hamburg, Rowohlt, 2023, OCLC 1394970933.
- (CS) Ia Genberg, Detaily, traduzione di Martin Severýn, Praha, Kniha Zlin, 2024, OCLC 1429250567.
- (ES) Ia Genberg, Los detalles, traduzione di Gemma Pecharromán Miguel, Barcelona, Gatopardo Ediciones, 2023, OCLC 1378418965.